# Efekt czerwonych oczu

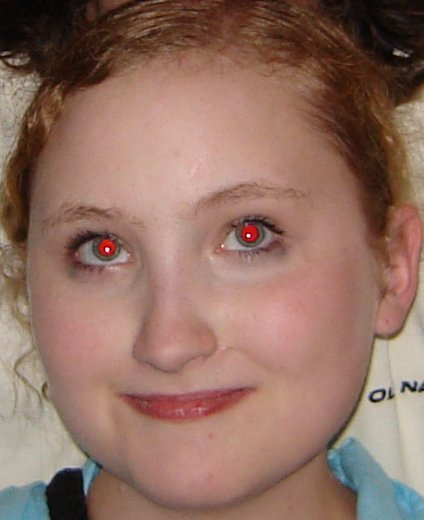
Efekt czerwonych oczu

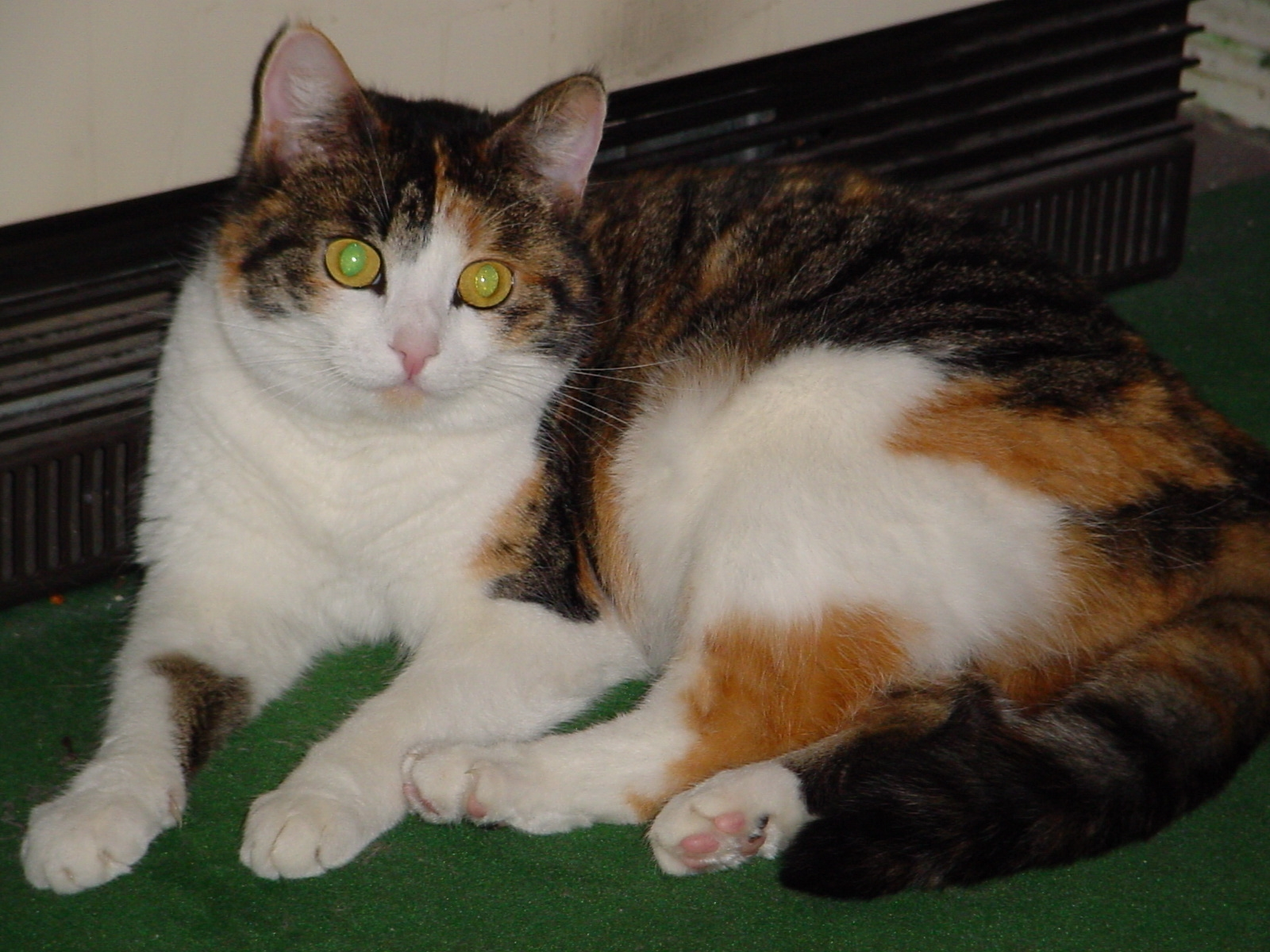
U kotów efekt czerwonych oczu nie jest „czerwony”.

Efekt czerwonych oczu – w fotografii zjawisko odwzorowania na zdjęciu oczu ludzi lub zwierząt jako czerwonych (lub innej barwy) punktów. Efekt ten powstaje przy fotografowaniu w ciemności z użyciem lampy błyskowej.
Zjawisko jest szczególnie widoczne, jeśli osoba patrzy w stronę aparatu, ma szeroko otwarte źrenice, lampa błyskowa znajduje się blisko osi obiektywu.

## Przyczyny powstawania
Ponieważ w ciemności źrenica oka jest szeroko otwarta, mocne światło lampy błyskowej dociera do dna oka, odbija się od niego i ponownie trafia do aparatu fotograficznego. Światło odbite od dna oka uzyskuje czerwoną barwę na skutek występowania w siatkówce warstwy zawierającej znaczne ilości barwnika – rodopsyny.
U zwierząt mających błonę odblaskową w oku, efekt ten objawia się „świeceniem” oka w kolorach od niebieskiego, przez zielononiebieskie do żółtozielonego.

## Zapobieganie
Producenci wbudowują w aparaty fotograficzne systemy „redukcji efektu czerwonych oczu”, które mają za zadanie silnym wcześniejszym błyskiem światła spowodować zwężenie źrenic oczu fotografowanych osób lub zwierząt. Zwężanie źrenic trwa od 1 do 2 sekund i taki jest minimalny czas oświetlania fotografowanych osób.
Inne metody:
- stosowanie oświetlenia pośredniego, czyli skierowanie światła lampy na jakąś odbijającą powierzchnię (np sufit), by nie padało prosto w oczy osoby fotografowanej,
- oświetlenie fotografowanych osób dodatkowym źródłem światła np. przez włączenie światła w pomieszczeniu.
- odsunięcie lampy błyskowej od osi optycznej obiektywu.
- spowodowanie, by osoba fotografowana nie patrzyła w kierunku aparatu.